# Сарана, Фёдор Кузьмич
Фёдор Кузьмич Сарана́ (1921—1995) — украинский советский литературовед, библиограф и шевченковед.

## Биография
Родился 26 сентября 1921 года в селе Юзефовка (ныне Йосиповка, Кировоградская область, Украина). Участник Великой Отечественной войны. Член ВКП(б) с 1951 года.
Умер 1 августа 1995 года в Киев. Похоронен в родном селе.

## Произведения
Библиографические указатели и исследования:
- «Материалы к библиографии Шевченкианы за годы Великой Отечественной войны» (1958),
- «Состояние и задачи библиографии Шевченкианы» (1961),
- «Патриотическое значение творчества Т. Г. Шевченко в годы Великой Отечественной войны Советского Союза» (1963),
- «Тарас Шевченко в библиографии» (1964),
- «Исследования в Институте Тараса Шевченко наследия поэта» (1968),
- «Т. Г. Шевченко. Библиография юбилейной литературы. 1960—1964» (1968)
- «Герасименко Владимир Яковлевич» // Украинская литературная энциклопедия. — Т. 1. — К., 1988.;сс. 408—409.и др.

Составитель (в соавторстве) сборника документов и материалов «Тарас Шевченко. 1914—1963» (Киев, 1963).

## Библиографическая деятельность
Интерес Федора Кузьмича Саранчи к библиографии возник в 1940-х годах, когда он был студентом Киевского библиотечного техникума и учебу успевал совмещать с библиотечной работой. С того времени он посвятил свою научную деятельность украинской книге на ниве библиографии, литературоведения, энциклопедического дела, библиофильства.
Начал печататься в области библиографии и литературоведения с 1945 года, и с того времени он опубликовал и составил более 250 изданий.
Наиболее устойчивой и результативной в научно-библиографической и редакционно-издательской деятельности Федора Сараны была шевченковская тематика.
В 1958 году опубликовал «Материалы к библиографии Шевченкианы за годы Великой Отечественной войны», ставшие итогом его творческих поисков.

## Награды и премии
- Государственная премия УССР имени Т. Г. Шевченко (1980) — за «Шевченковский словарь» в 2 томах
- орден Отечественной войны II степени (6.4.1985)
- медали